# Лигеј
Лигеј је у грчкој митологији било име личности из Акарнаније.

## Митологија
Лигеј је био отац Поликасте која је са Икаријем имала кћерку Пенелопу, као и синове Ализеја и Леукадија.

## Биологија
Латинско име ове личности (Lygaeus) је назив за род инсеката у оквиру групе риличара.